# 金尚年
金 尚年（キム・サンニョン、朝鮮語: 김상년、1929年1月21日 - ）は、大韓民国の政治家、陸軍軍人。第8・9・10代韓国国会議員。
本貫は新安東金氏。号は松竹（ソンジュク、송죽）。カトリック教徒。

## 経歴
1929年1月21日、日本統治時代の朝鮮で慶尚北道の義城に生まれた。大邱高等普通学校（現・慶北高等学校）を卒業後、陸軍士官学校を8期生として卒業し渡米、陸軍歩兵学校を卒業した。帰国後陸軍大学校を卒業し、中央大学校大学院で行政学の修士を取得した。朝鮮戦争にも参戦し、小隊長、中隊長、師団作戦参謀を歴任した。
第8代総選挙に民主共和党の公認で立候補して当選し、国会議員となりその後も2度議員の職を務めた。